# Aldo Crommelynck
Pour les articles homonymes, voir Crommelynck.
Aldo Crommelynck est un graveur français né le 26 décembre 1931 à Monaco et mort le 22 décembre 2008 à Paris 7e.

## Biographie
Ses frères Piero Crommelynck et Milan Crommelynck, également graveurs, et lui sont les enfants de l'écrivain de théâtre Fernand Crommelynck. Il travaille dans l'atelier de gravure de Roger Lacourière dès l'âge de 17 ans et y rencontre Pablo Picasso.
En 1959, les frères Crommelynck ouvrent un atelier de gravure à Paris, rue de Gergovie qui recevra de très nombreux artistes majeurs de l'époque comme André Masson, Alberto Giacometti, Jean Arp, Tal Coat, Zao Wou-ki, Hans Hartung, ou Joan Miró. En 1963, Aldo et Piero s'installent à Mougins où ils travailleront notamment avec Picasso, qu'ils ont connu quelques années plus tôt, jusqu'en 1973 sur de nombreuses séries de gravures.
Après la mort du peintre catalan, les frères Crommelynck retournent à Paris, avant de se séparer en 1985. En 1986, Aldo Crommelynck part ouvrir un second atelier à New York en collaboration avec Daniel Wildenstein et sa galerie Pace-Wildenstein particulièrement influente sur la scène contemporaine américaine. Il travaillera alors avec Claes Oldenburg, Ed Ruscha, Keith Haring, ou Robert Morris.